# Linda di Chamounix
Linda di Chamounix è un'opera in tre atti di Gaetano Donizetti. L'opera, denominata  melodramma semiserio è su libretto di Gaetano Rossi. L'opera debuttò al Theater am Kärntnertor di Vienna, il 19 maggio 1842. Una versione riveduta venne preparata nell'autunno seguente e andò in scena a Parigi il 17 novembre 1842.
L'opera non divenne nota al pari di Elisir d'amore, Don Pasquale o Figlia del reggimento, ma il suo titolo è diventato noto per la famosa aria della protagonista, Oh luce di quest'anima. Molti soprani si cimentarono solo in quest'aria (Joan Sutherland, Beverly Sills), o anche interpretando integralmente il ruolo di Linda (Edita Gruberová, Mariella Devia, Jessica Pratt). 

L'opera ebbe importanti rappresentazioni nel corso del '900: la più nota è quella alla Scala, con Margherita Rinaldi e Alfredo Kraus diretti da Gianandrea Gavazzeni.

## Cast delle prime rappresentazioni
| Personaggio            | Interprete (Vienna, 19 maggio 1842) | Interprete (Parigi, 17 novembre 1842) |
| ---------------------- | ----------------------------------- | ------------------------------------- |
| Linda                  | Eugenia Tadolini                    | Fanny Tacchinardi                     |
| Carlo                  | Napoleone Moriani                   | Mario                                 |
| Pierotto               | Marietta Brambilla                  | Marietta Brambilla                    |
| Antonio                | Felice Varesi                       | Antonio Tamburini                     |
| Marchese di Boisfleury | Agostino Rovere                     | Frederick Lablache                    |
| Prefetto               | Prosper Dérivis                     | Luigi Lablache                        |

## Trama

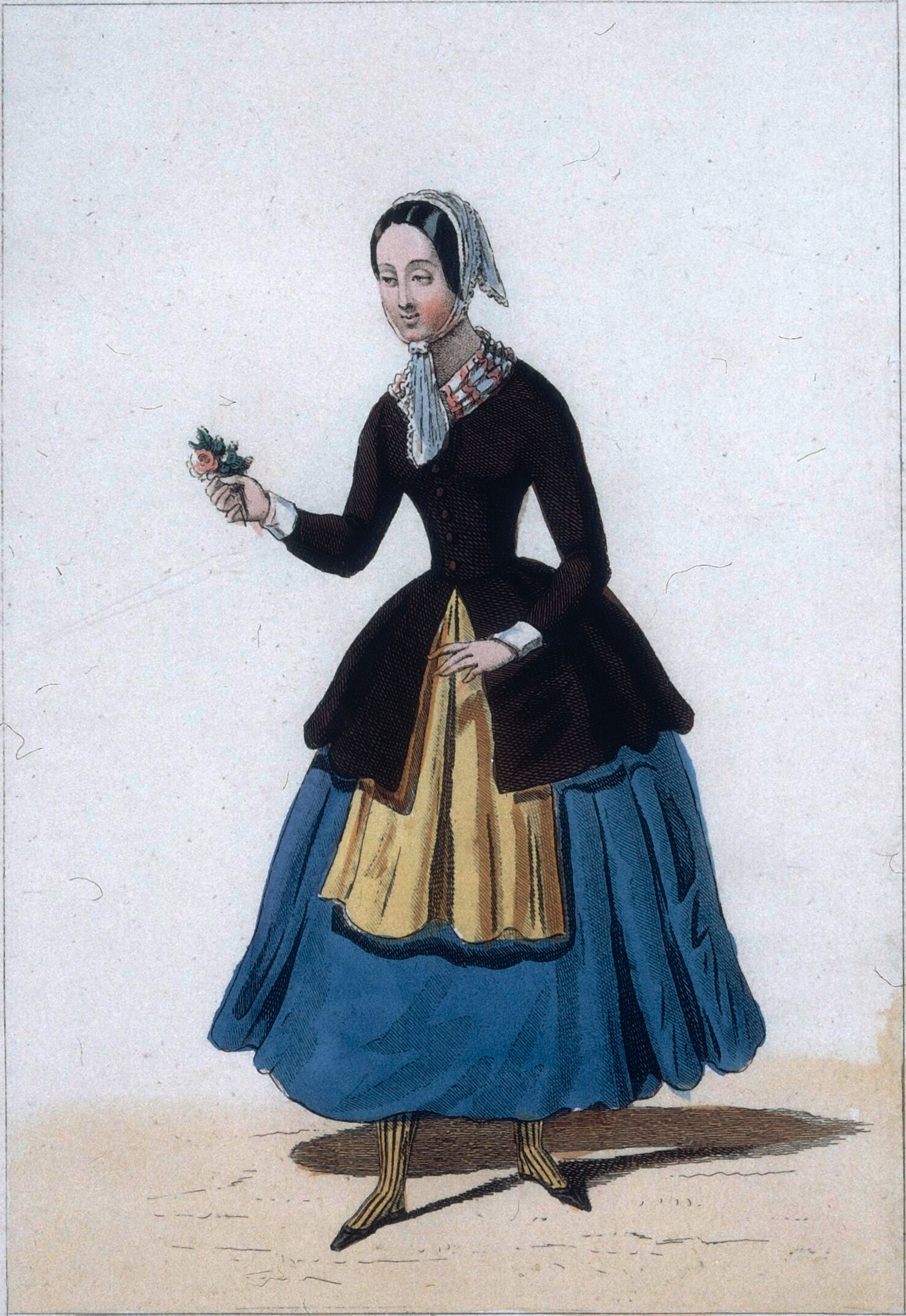
Costume di Fanny Tacchinardi nel ruolo di Linda nel ruolo di Linda (Parigi, 1842)

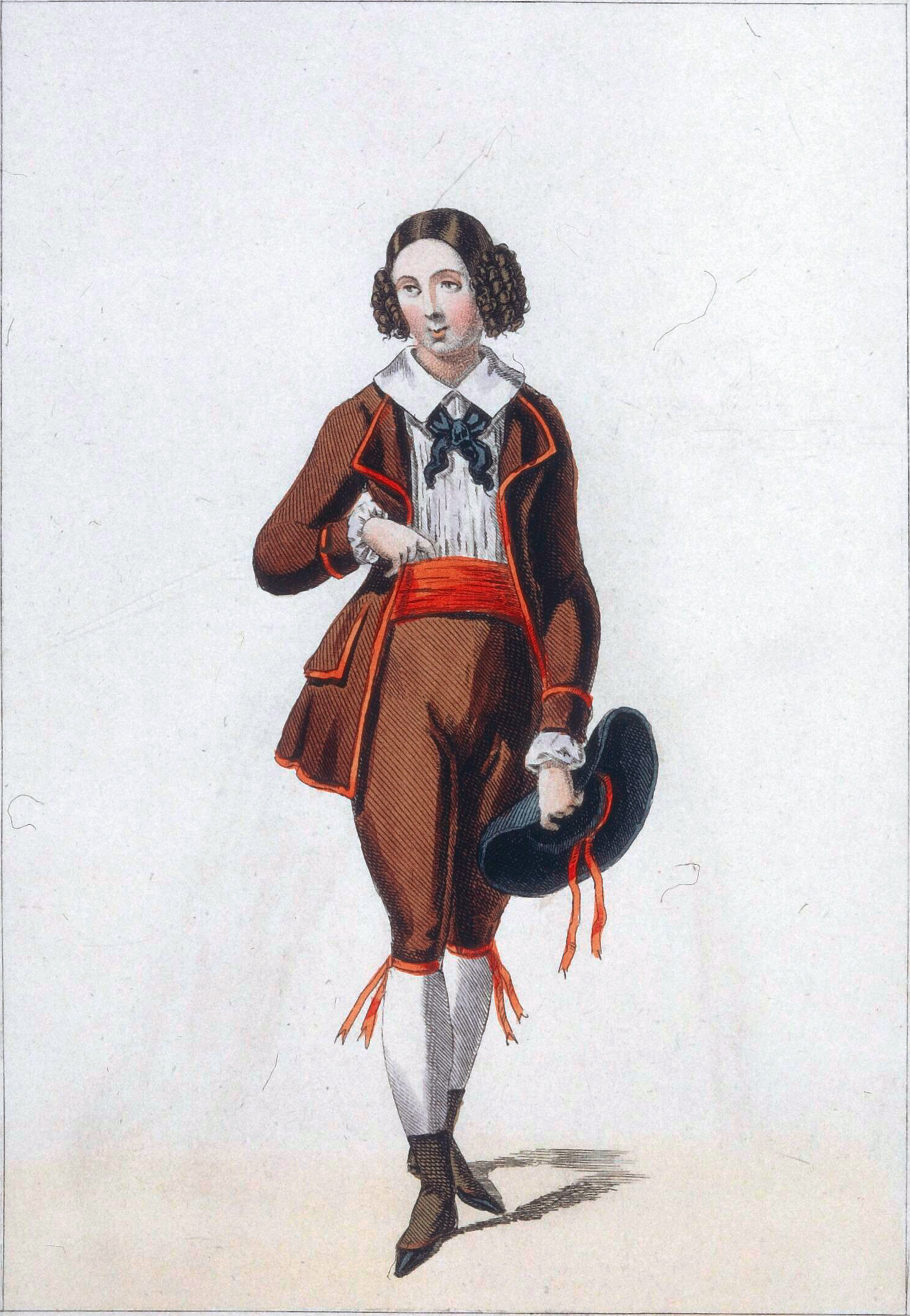
Costume di Marietta Brambilla ruolo di Pierotto (Parigi, 1842)

### Atto I
Il marchese di Boisfleury trama per poter far sua Linda, figlia di Antonio e Maddalena, fingendo di volerla proteggere. La coppia teme per la figlia, e Linda, amante segreta di Carlo (in realtà Visconte di Sirval e nipote del marchese), per fuggire alle insidie  si reca a Parigi con Pierotto e alcuni amici savoiardi.

### Atto II
Linda vive in un appartamento che Carlo le ha offerto e si è arricchita, ma viene raggiunta dal Marchese, che tenta ancora di sedurla ma invano. Intanto, Antonio è giunto a Parigi per rivedere la figlia, ma non la riconosce nella ricca signora che è diventata. Quando Linda si rivela, temendo che abbia perduto il suo onore, Antonio la ripudia. A complicare la situazione è la notizia di Pierotto, che comunica che Carlo ha sposato una donna di nobili origini. Linda impazzisce, e viene riportata a Chamounix.

### Atto III
Carlo torna a Chamounix, ed apprende la situazione di Linda, e le spiega che aveva rifiutato le nozze imposte dalla madre. Linda così riacquista la ragione e l'opera si conclude nella felicità generale.

## Struttura musicale
- Sinfonia

### Atto I
- N. 1 - Coro d'introduzione, scena e romanza Antonio Presti! Al tempio! Delle preci - Ambo nati in questa valle (Coro, Maddalena, Antonio)
- N. 2 - Scena e cavatina del Marchese Viva! Viva - Or a noi (Coro, Maddalena, Antonio, Marchese, Intendente)
- N. 3 - Recitativo e cavatina di Linda Ah! Tardi troppo - O luce di quest'anima
- N. 4 - Scena, romanza e ballata di Pierotto Qui pria della partenza - Cari luoghi ov'io passai - Per sua madre andò una figlia
- N. 5 - Scena e duetto Visconte-Linda Non so, quella canzone - Sei tu sola?
- N. 6 - Scena e duetto Prefetto-Antonio Qui, buon Antonio - Quella pietà sì provvida
- N. 7 - Finale primo Corro a dispor la moglie (Antonio, Prefetto, Linda, Maddalena, Pierotto, Coro)

### Atto II
- N. 8 - Scena e duetto Pierotto-Linda Già scorsero tre mesi - Al bel destin che attendevi
- N. 9 - Scena e duetto Linda-Marchese Come calma e conforta - Io vi dico, che partiate
- N. 10 - Scena e romanza Visconte Linda! - Se tanto in ira agli uomini
- N. 11 - Scena e duetto Visconte-Linda Addio... - Ah! Dimmi...Dimmi io t'amo
- N. 12 - Finale secondo Un buon servo del Visconte (Antonio, Linda, Pierotto)

### Atto III
- N. 13 - Coro d'introduzione e brindisi Sentili giungono
- N. 14 - Scena e duetto Visconte-Prefetto Tutta la valle - Ciel, che dite?
- N. 15 - Scena ed aria buffa Marchese Eccoci ancora - Ella è un giglio di puro candore (Marchese, Coro)
- N. 16 - Preludio
- N. 17 - Scena ed aria Visconte Ed ecco in qual maniera - È la voce, che primiera (Pierotto, Linda, Prefetto, Visconte, Coro, Marchese, Antonio, Maddalena)
- N. 18 - Preghiera Compi, o ciel, la nostra spene (Visconte, Marchese, Pierotto, Antonio, Maddalena)
- N. 19 - Scena e duetto finale Visconte-Linda Un sospiro...ella rinviene (Visconte, Marchese, Pierotto, Antonio, Maddalena, Prefetto, Linda, Coro)

## Arie famose
- Oh luce di quest'anima (Linda, atto I)
- A consolarmi affrettisi (Linda-Carlo, atto I)
- Se tanto in ira agli uomini (Carlo, atto II)
- Scena della follia (Linda, atto II)

## Discografia
| Anno            | Cast (Linda, Carlo, Marchese, Antonio, Pierotto)                                      | Direttore            |
| --------------- | ------------------------------------------------------------------------------------- | -------------------- |
| 1953            | Margherita Carosio, Gianni Raimondi, Carlo Badioli, Giuseppe Taddei, Rina Corsi       | Alfredo Simonetto    |
| 1956            | Antonietta Stella, Cesare Valletti, Renato Capecchi, Giuseppe Taddei, Fedora Barbieri | Tullio Serafin       |
| 1972            | Margherita Rinaldi, Alfredo Kraus, Enzo Dara, Renato Bruson, Elena Zilio              | Gianandrea Gavazzeni |
| 1983 (dal vivo) | Lucia Aliberti, Ugo Benelli, Gianni Socci, Brian Kemp, Anita Terzian                  | Gabriele Bellini     |
| 1991            | Mariella Devia, Luca Canonici, Alfonso Antoniozzi, Petteri Salomaa, Sonia Ganassi     | Gabriele Bellini     |
| 1992            | Edita Gruberová, Don Bernardini, Anders Melander, Ettore Kim, Monica Groop            | Friedrich Haider     |

## DVD
- Linda di Chamounix (Zurich Opera, 1996) - Edita Gruberová/László Polgár (basso)/Armando Ariostini, regia Daniel Schmid, Arthaus Musik/Naxos